# Motsunabe
El motsunabe (もつ 鍋) és un tipus de nabemono (guisat japonès) fet de freixura de vedella o porc. Per preparar s'omple una cassola (nabe) de sopa, es posa freixura de vedella o porc preparada i es cou durant un temps, afegint cabdell i cibulet. La sopa base sol ser salsa de soja amb all i pebrot. Sovint s'afegeixen fideus champon i es couen per completar el plat. La freixura utilitzada en el motsunabe és principalment panxa de ternes, però poden utilitzar altres tipus. Originalment, el motsunabe era un plat típic de Fukuoka, però alguns restaurants la van introduir a Tòquio a la dècada de 1990, popularitzant-després massivament arreu del país.